# Henri Bompard
Pour les articles homonymes, voir Bompard.
Pour les autres membres de la famille, voir Famille Bompard.
Henri, Raymond Bompard, né le 2 mars 1821 à Bar-le-Duc (Meuse) et mort le 19 février 1906 à Paris, est un homme politique français.

## Biographie
Fils de Joseph Hector Bompard, venant des Hautes-Alpes, installé à Bar-le-Duc en 1820 où il épouse une fille de négociant et le propriétaire de l'une des plus grandes filatures de coton du département avec 180 ouvriers en 1845. Henri Bompard est rapidement associé à la gestion de l'entreprise familiale et est marié en 1843 à Jeanne Lecoy, d'une famille locale illustre dont l'oncle est un député, un autre, Paulin Gillon, est maire de Bar-le-Duc et un cousin est conseiller général.   
Grand industriel, Henry Raymond Bompard préside le Conseil des Prud'hommes puis la chambre de commerce de Bar-le-Duc sous le Second Empire. Il est conseiller municipal à partir de septembre 1852. Il devient maire de Bar-le-Duc du 11 décembre 1867 au 11 juin 1875. Durant l'occupation après la guerre de 1870, il cherche à protéger la population et doit se porter otage dans une locomotive contre les francs-tireurs. En 1871, Henri Bombard organise les élections à venir et pour contrer les républicains, fabrique une liste commune avec trois républicains et trois conservateurs dont lui-même. Il est élu représentant de la Meuse le 8 février 1871. Il siège à l'Assemblée nationale sur les limites des deux centres. Il est élu en octobre 1871 membre du conseil général de la Meuse, où il devient immédiatement vice-président jusqu'en 1877. Il est mis en échec durant les élections municipales du 24 novembre 1874 et lors du vote des lois constitutionnelles de 1875, il s'abstient.   
Bompard est élu sénateur de la Meuse en janvier 1876 et siège avec la droite. Après le 16 mai 1877, il soutient Mac-Mahon. Il est mis une nouvelle fois en échec lors du vote pour le Conseil général le 4 novembre 1877. Il perd son siège aux élections sénatoriales du 5 janvier 1879, n'ayant obtenu que 252 voix contre 398 à Auguste Honnore, républicain. Bompard est fait chevalier de la Légion d'honneur en 1871. Pendant ce temps, sa filature est déclin et est directement touchée par la crise de 1882 et ferme l'année suivante. Il se retire alors à Paris.
Il est le petit-neveu du député Barthélemy Bompard et le cousin par alliance de Raymond Poincaré.

## Distinctions
- Chevalier de la Légion d'honneur (1871)